# Eridania
 (septembre 2023).
La mise en forme du texte ne suit pas les recommandations de Wikipédia : il faut le « wikifier ».
Les points d'amélioration suivants sont les cas les plus fréquents. Le détail des points à revoir est peut-être précisé sur la page de discussion.
- Les titres sont pré-formatés par le logiciel. Ils ne sont ni en capitales, ni en gras.
- Le texte ne doit pas être écrit en capitales (les noms de famille non plus), ni en gras, ni en italique, ni en « petit »…
- Le gras n'est utilisé que pour surligner le titre de l'article dans l'introduction, une seule fois.
- L'italique est rarement utilisé : mots en langue étrangère, titres d'œuvres, noms de bateaux, etc.
- Les citations ne sont pas en italique mais en corps de texte normal. Elles sont entourées par des guillemets français : « et ».
- Les listes à puces sont à éviter, des paragraphes rédigés étant largement préférés. Les tableaux sont à réserver à la présentation de données structurées (résultats, etc.).
- Les appels de note de bas de page (petits chiffres en exposant, introduits par l'outil «  Source ») sont à placer entre la fin de phrase et le point final[comme ça].
- Les liens internes (vers d'autres articles de Wikipédia) sont à choisir avec parcimonie. Créez des liens vers des articles approfondissant le sujet. Les termes génériques sans rapport avec le sujet sont à éviter, ainsi que les répétitions de liens vers un même terme.
- Les liens externes sont à placer uniquement dans une section « Liens externes », à la fin de l'article. Ces liens sont à choisir avec parcimonie suivant les règles définies. Si un lien sert de source à l'article, son insertion dans le texte est à faire par les notes de bas de page.
- La présentation des références doit suivre les conventions bibliographiques. Il est recommandé d'utiliser les modèles {{Ouvrage}}, {{Chapitre}}, {{Article}}, {{Lien web}} et/ou {{Bibliographie}}. Le mode d'édition visuel peut mettre en forme automatiquement les références.
- Insérer une infobox (cadre d'informations à droite) n'est pas obligatoire pour parachever la mise en page.

Pour une aide détaillée, merci de consulter Aide:Wikification.
Si vous pensez que ces points ont été résolus, vous pouvez retirer ce bandeau et améliorer la mise en forme d'un autre article.
la Società Anonima ERIDANIA - Fabbrica di Zuccheri, fondée en 1899 à Gênes, renommée Eridania Zuccherifici Nazionali a été la plus grande entreprise sucrière italienne puis européenne.

## Histoire
En 1899, 12 associés fondent la Società Anonima ERIDANIA - Fabbrica di Zuccheri dont l'objet était de produire et commercialiser du sucre dans toute la péninsule italienne. La première usine sucrière est construite à Codigoro, près de Ferrare, principale zone italienne de production de betteraves sucrières. Très vite, l'entreprise se développe en construisant plusieurs usines, des raffineries, sucreries, distilleries sont ouvertes en vue d’étendre l’activité à des secteurs collatéraux.
La grande crise économique de 1928-29 engendre une phase de concentration d'entreprises. Le 19 octobre 1930, ERIDANIA fusionne avec la « Società Zuccherifici Nazionali », l'autre géant italien du secteur. La nouvelle entité est nommée ERIDANIA Zuccherifici Nazionali et contribue à 50 % de la production italienne de sucre (environ 300 000 tonnes). La société récupère également la plus importante distillerie italienne "Distillerie Nazionali". Après cette fusion, ERIDANIA dispose de 28 usines et couvre plus de 60 % du marché italien du sucre, marché fermé sous le régime autarcique de Benito Mussolini.
Durant la Seconde guerre mondiale, plusieurs usines ont été détruites, seulement 4 sont restées intactes. ERIDANIA reprend ses activités mais va beaucoup investir pour retrouver le niveau de production d'avant guerre et son leadership sur le marché italien.
En 1966, le groupe ERIDANIA SpA est racheté par Attilio Monti, patron du groupe pétrolier italien Sarom. Il rachète les sociétés "Saccarifera Lombarda SpA", "Emiliana Zuccheri SpA" et "Saccarifera Sarda SpA". Le marché agricole européen entre en vigueur avec la publication de la première OCM (Organisation Commune de Marché) du sucre. En 1979, ERIDANIA passe sous le contrôle du Groupe Ferruzzi dirigé par Serafino Ferruzzi puis, par Raul Gardini.
En 1980, Raul Gardini tente de racheter le premier producteur français de sucre, Béghin-Say, fondé par Napoléon mais le président Valery Giscard d'Estaing met son véto. En 1983, la croissance d'ERIDANIA se poursuit et réussi le rachat complet de Beghin-Say. Dans les années 1990, ERIDANIA est la première entreprise sucrière d'Europe avec plus de 15 % de la production sucrière européenne.
En 1992, le scandale Mani Pulite éclate en Italie et éclabousse le Groupe Ferruzzi et Raul Gardini qui se suicidera en 1993. Le groupe ERIDANIA Beghin-Say se retrouve dans une situation précaire.
En juillet 2001, Montedison, détenteur de 54,5 % d'ERIDANIA Beghin-Say, décide de scinder le groupe (chiffre d'affaires (2000) 9 977 millions €) en 4 sociétés distinctes et indépendantes : 
- Béghin-Say, pour l'ensemble des activités de la branche sucre et dérivés, No 2 en Europe avec un chiffre d'affaires (2000) de 1 979,8 millions € et une production de 2,24 millions de tonnes de sucre,
- Cerestar, pour l'ensemble des activités de la branche amidon et dérivés, No 1 en Europe avec un chiffre d'affaires de 403,1 millions €,
- Cereol, pour l'ensemble des activités de la branche oléagineux, huiles alimentaires, protéines et lécithines, No 1 en Europe avec un chiffre d'affaires de 4 900 millions €,
- Provimi, pour l'ensemble des activités de la branche nutrition animale, avec un chiffre d'affaires de 267,6 millions €.

À l'issue de la scission, le groupe Montedison conserve la même participation dans chacune des quatre nouvelles entités.
La nouvelle société Béghin-Say SA n'intègre pas les sociétés rattachées à la branche italienne ERIDANA SpA qui, en septembre 2001, sont rachetées par la société SACOFIN SpA dont 2/3 du capital est détenu par la COPROB "Cooperativa Produttori Bieticoli Scrl" de Minerbio (province de Bologne) et "Finbieticola" (Société financière des Associations de Betteraviers italiens) et 1/3 par la "Società Esercizi Commerciali Industriali SpA" (Groupe Maccaferri), ancien propriétaire des sucreries SADAM - Società Anonima Agricola Distilleria Marchigiana SpA, fondée en 1936.
En 2003, la société ERIDANA SpA est scindée selon ses activités industrielles : 5 usines de Coprob/Finbieticola et 2 usines du Groupe Maccaferri :
- Italia Zuccheri SpA (50% COPROB et 50% Finbieticola), 100% COPROB depuis 2008.
 COPROB devient ainsi le premier producteur de sucre italien.
- ERIDANA SADAM SpA (Groupe Maccaferri) qui possède la marque Eridania. La société est renommée ERIDANA Italia SpA.
 En 2007, un accord est signé avec le groupe britannique Tate & Lyle, un des leaders mondiaux de l'industrie alimentaire et sucrière. En 2011, le groupe Cristal Union noue une J-V avec le groupe Maccaferri. En 2016, Cristal Union rachète 100 % d'ERIDANA SADAM SpA, renforçant ainsi sa position sur le marché grâce à la facilité et à la sécurité d'accès aux matières premières avec plus de 10 000 coopérateurs et 10 sucreries, il devient le quatrième groupe sucrier européen[6].